# Арагонес, Пере
Пере Арагонес-и-Гарсия (кат. Pere Aragonès i Garcia; род. 16 ноября 1982, Пинеда-де-Мар, Каталония) — каталонский политик, сторонник движения за независимость Каталонии. Президент Женералитета Каталонии с 21 мая 2021 по 10 августа 2024 года.

## Биография
Окончил Открытый университет Каталонии, где изучал право и получил степень магистра по экономической истории в Барселонском университете (также обучался в Школе управления имени Джона Ф. Кеннеди). В 1998 году вошёл в руководство партии «Левые республиканцы Каталонии». Имеет репутацию умеренного сторонника независимости Каталонии — выступает за улаживание конфликта региона с испанским государством и дистанцировался от политики Карлеса Пучдемона.

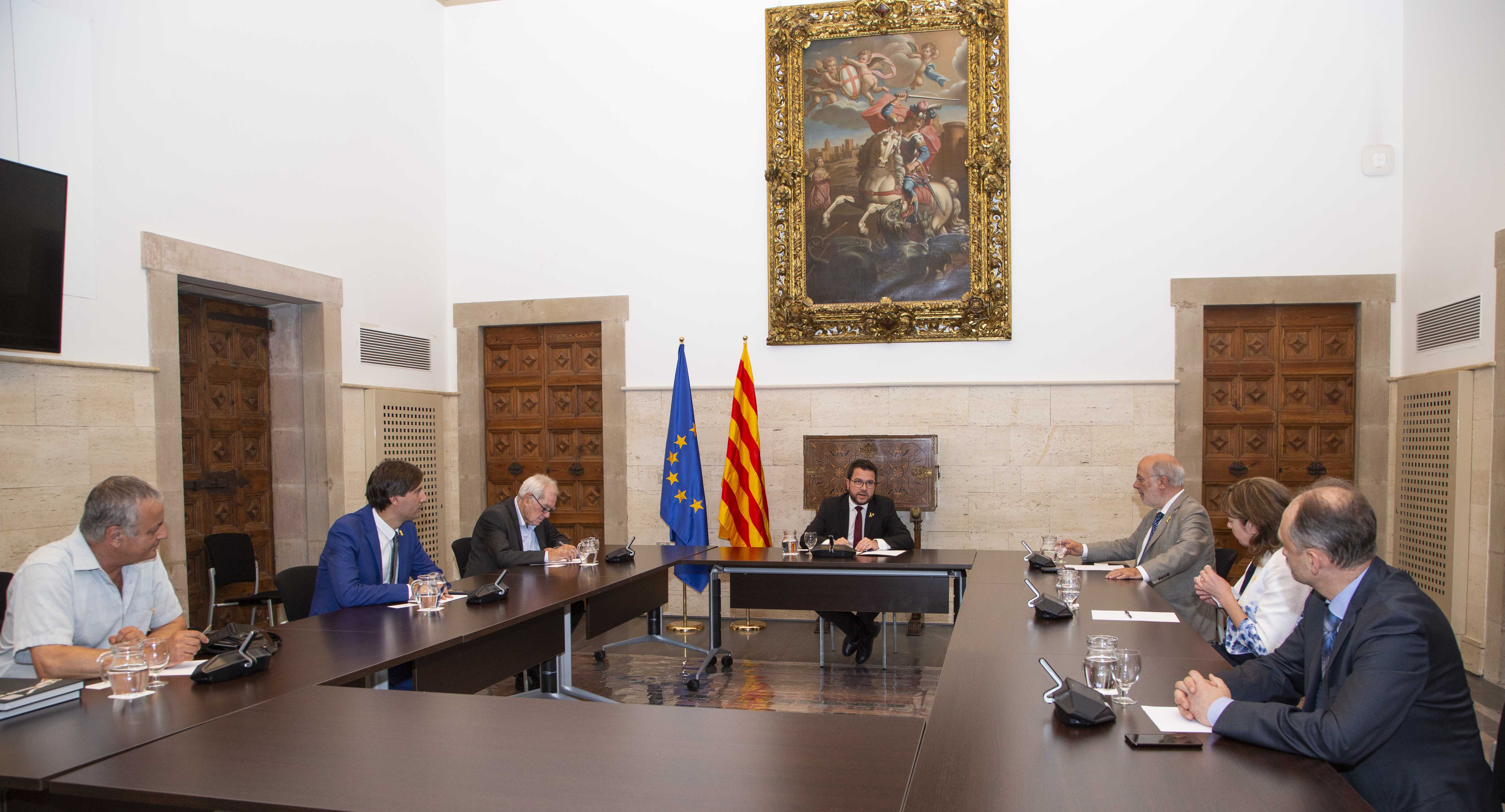
Пере Арагонес с депутатами Европарламента от Европейского свободного альянса, 2018 год

Состоял депутатом Парламента Каталонии, являлся министром экономики Каталонии. Со 2 июня 2018 года — вице-президент Женералитета Каталонии.
28 сентября 2020 года Верховный суд Испании вынес окончательный вердикт об отстранении президента Женералитета Жоакима Торры от власти, и Арагонес автоматически стал временно исполняющим обязанности президента Женералитета.
14 февраля 2021 года в Каталонии состоялись региональные выборы, по итогам которых Левые республиканцы заручились поддержкой 21 % избирателей.
21 мая 2021 года депутаты Каталонского парламента избрали Арагонеса президентом Женералитета. Он получил поддержку 33 своих однопартийцев, а также 32 голоса депутатов партии Карлеса Пучдемона «Вместе за Каталонию» и 9 депутатов от партии «Кандидатура народного единства». Накануне голосования в программном заявлении высказал свою позицию о необходимости подготовки двадцати законов и порядка десяти общенациональных испанских правовых актов, следствием которых должно стать национальное соглашение и новый референдум о самоопределении Каталонии, организованный по образцу шотландского референдума 2014 года — с согласия центральных властей.